# Napier (Nowa Zelandia)
Napier (maor. Ahuriri) – miasto portowe w Nowej Zelandii, na wschodnim wybrzeżu Wyspy Północnej. Około 58,1 tys. mieszkańców. 10 km na południe leży Hastings, bliźniacze miasto. W Nowej Zelandii dwa miasta Napier i Hasting nazywane są czasami miastami bliźniaczymi (ang. The Twin Cities). Miasto położone jest 322 km na północny wschód od stolicy Wellington.
3 lutego 1931 o 10:47 miasto zostało nawiedzone przez trzęsienie ziemi o sile 7,8 stopni w skali Richtera. Epicentrum wstrząsu położone było na północ od miasta w odległości od 15 do 20 km. W wyniku trzęsienia zginęło 162 mieszkańców (258 w regionie) i zostało zburzone miasto. Trzęsienie podniosło poziom dna zatoki o 2,1 metra i odsłoniło 3 tysiące hektarów dawnej laguny. Pomimo panującego wielkiego kryzysu gospodarczego mieszkańcom udało zebrać się fundusze na odbudowę i niezwłocznie przystąpić do odbudowy. Centrum miasta zostało odbudowane w modnym wówczas stylu art déco. Zakończenie pierwszego etapu odbudowy mieszkańcy świętowali podczas New Napier Carnival w styczniu 1933 roku. Pomimo planów modernizacji centrum miasta i wyburzeń stylowej zabudowy (między innymi budynek National Bank and Norwich Union w 1983), większość budynków została zachowana, odnowiona i objęta ochroną konserwatorską. Stanowi jeden z nielicznych na świecie zwartych zespołów urbanistycznych w stylu art déco. Miasto należy do organizacji Art Deco Trust zajmującej się propagowanie tego stylu sztuki.
W mieście rozwinął się przemysł spożywczy, włókienniczy oraz metalowy.

## Miasta partnerskie[2]
- Lianyungang
- Tomakomai
- Victoria